# Takia (bateau)
Les Takias sont un type d'embarcation traditionnelle à voile et rames, principalement utilisée dans les eaux intérieures des iles Fidji.     

## Caractéristiques
C'est un type de pirogue à balancier en bois plus petit qu'un camakau, lui-même plus petit qu'un drua. Ils disposent rarement de voiles et ne disposent pas de dérive, une rame est utilisée comme gouvernail. Pour ces raisons, ce type d'embarcation n'est utilisable que dans les eaux calmes.        